# Penelope Keith
Dame Penelope Keith, all'anagrafe Penelope Anne Constance Hatfield (Sutton, 2 aprile 1940) è un'attrice britannica, attiva in campo teatrale, televisivo, cinematografico e radiofonico.

## Biografia
Dopo essersi unita alla Royal Shakespeare Company nel 1963, la Keith ebbe una carriera teatrale di successo, che la vide ricoprire ruoli principali in opere shakespeariane e classici moderni come Spirito allegro e L'importanza di chiamarsi Ernesto. Particolarmente apprezzata fu la sua interpretazione nella commedia farsesca Donkey's Years, che le valse il Laurence Olivier Award alla miglior performance comica nel 1976.
Penelope Keith è nota al grande pubblico britannico per le sitcom The Manor Born e The Good Life, che le valse un BAFTA nel 1977; l'anno successivo vinse anche il BAFTA alla migliore attrice televisiva per The Norman Conquests.
Nel 1978 sposò il poliziotto Rodney Timson, con cui ha adottato due figli.

## Filmografia parziale

### Cinema
- Il cagnaccio dei Baskervilles (The Hound of the Baskervilles), regia di Paul Morrissey (1978)
- Ogni uomo dovrebbe averne due (Every Home Should Have One), regia di Jim Clark (1970)
- Penny Gold, regia di Jack Cardiff (1974)
- Priest of Love, regia di Christopher Miles (1981)

### Televisione
- Agente speciale (The Avengers) - serie TV, 3 episodi (1965-1969)
- Un cane di nome Wolf (Woof!) - serie TV, 2 episodi (1989-1992)
- Il vagone misterioso (La Treizième voiture), regia di Alain Bonnot - film TV (1993)
- Law and Disorder - serie TV, 6 episodi (1994)
- I misteri di Pemberley (Death Comes to Pemberley) - serie TV, 1 episodio (2013)

### Doppiaggio
- Teletubbies - serie TV, 1 episodio (1997)